# Casa de les Trabucades
Casa de les Trabucades és una obra de Caldes de Montbui (Vallès Oriental) protegida com a bé cultural d'interès local.

## Descripció
Edifici entre mitgeres de planta baixa i dos pisos amb la teulada a doble vessant de teula àrab. L'estructura és de partes de càrrega i forjats unidireccionals. Totes les obertures són allindades. A la planta baixa s'obre una gran porta de dues fulles metàl·liques amb un sobrearc de fusta i a l'esquerra una porta molt més estreta. Al primer pis hi ha dues finestres amb un ampit de gran voladís i a la segona planta hi ha una finestra gran i una molt petita a l'esquerra. La façana està arrebossada però l'arrebossat està molt malmès deixant veure el parament en molts llocs i mostra els impactes de trets de trabuc.
A la façana que dona al passeig del Remei hi ha peces de ceràmica i de ferro forjat.

## Història
El nom de casa de les trabucades li ve donat perquè en la seva façana es pot observar els impactes dels trets de trabuc que es varen produir l'any 1873 durant les guerres carlines. En el Raval del Remei es lliurà un gran combat perquè els carlins varen optar per aquell indret per atacar la ciutat i forçar l'entrada a la vila.